# Amstel Gold Race 1970
De Amstel Gold Race 1970 was 240 km lang en ging van Helmond naar Meerssen. De finish was gelegen op de Lange Raarberg. Op het parcours waren er 12 hellingen. Aan de start stonden 124 renners, waaronder Eddy Merckx, Felice Gimondi, Jan Janssen en Joop Zoetemelk. De renners vertrokken voor de Amstelbrouwerij. Via Midden-Limburg werd de Limburgse heuvelzone bereikt. In Meerssen dienden nog 4 plaatselijke omlopen van elk 12 kilometer te worden afgelegd. Er kwamen zestien ploegen aan de start.

## Verloop
Op de laatste beklimming van de Raarberg vindt de beslissing plaats. Georges Pintens, Eric de Vlaeminck en Willy Van Neste ontsnappen, Jan Janssen mist de aansluiting door een lekke band. Ook De Vlaeminck rijdt even later lek. Georges Pintens wint uiteindelijk de sprint. Merckx finisht als 8e op 33 seconden. Gimondi en Zoetemelk als 18e en 26e respectievelijk, allebei op 52 seconden van Pintens.

## Hellingen
De 11 hellingen gerangschikt op voorkomen op het parcours.

| 1. Hussenberg 2. Raarberg 3. Ubachsberg 4. Mingersberg 5. Gulperberg 6. Camerig | 7. Vijlenerberg 8. Koning van Spanje 9. Piemert 10. Orenberg 11. Raarberg (2e maal) |

## Uitslag
| rang | renner             | land      | tijd       |
| ---- | ------------------ | --------- | ---------- |
| 1    | Georges Pintens    | België    | 6u 21' 30" |
| 2    | Willy Van Neste    | België    | z.t.       |
| 3    | André Dierickx     | België    | op 0' 22"  |
| 4    | Eric Leman         | België    | op 0' 33"  |
| 5    | Jos Schoeters      | België    | z.t.       |
| 6    | Frans Verbeeck     | België    | z.t.       |
| 7    | Jan Krekels        | Nederland | z.t.       |
| 8    | Eddy Merckx        | België    | z.t.       |
| 9    | Frans Melckenbeeck | België    | z.t.       |
| 10   | Wim Schepers       | Nederland | z.t.       |